# Яценко Микола Лаврентійович
Яценко Микола Лаврентійович (* 19 травня 1923, Засосна — сучасний Красногвардійський район Бєлгородської області) — Герой Радянського Союзу, радянський військовик, лейтенант, учасник Другої світової війни, командир взводу 39-ї танкової бригади 23-го танкового корпусу Південно-Західного фронту.

## З життєпису
Закінчив середню школу, в рядах Червоної армії з 1941, закінчив військове Майкопське танкове училище, в бойових діях з 1942.
14 жовтня 1943 року екіпаж його танка першим з півдня увірвався в Запоріжжя та зав'язав бій з самохідними установками нацистських військ. Танк вже палав, екіпж радирував командирові батальйону: «Ми горимо, але у нас ще є снаряди і, поки ми живі, будемо громити ворога».
Указом Президії Верховної Ради СРСР від 22 лютого 1944 лейтенанту Яценку Миколі Лаврентійовичу присвоєно звання «Героя Радянського Союзу» посмертно. Члени екіпажу нагороджені орденами.
В ході цих боїв екіпаж танка лейтенанта Яценка ліквідував 3 танки, самохідну установку, 6 гармат та мінометів, 7 кулеметів, 7 автомашин, 10 вогневих точок і над 100 солдатів і офіцерів супротивника.
Нагороджений: орденом Леніна та Вітчизняної війни 1-го ступеня.
Від 27 травня 1958 року наказом Міністра Оборони СРСР навічно зарахований до списків танкового полку.
На його малій батьківщині встановлено бюст, названа сільська школа і вулиця в селищі Красногвардійський (сучасний Бірюч) Бєлгородської області.

## Вшанування пам'яті
Ім'ям Яценка названо вулицю в Вознесенівському районі Запоріжжя.